# Бодня, Екатерина Игоревна
Екатерина Игоревна Бодня (род. 1 октября 1957 года, Харьков) — украинский медик, паразитолог, высшей категории.
Доктор медицинских наук (1999), профессор (2001), заслуженный деятель науки и техники Украины (2015).
Заведующая кафедрой медицинской паразитологии и тропических болезней (с 2001 г.) и декан медико-профилактического факультета (2003—2017) ХМАПО.
Главный внештатный паразитолог Министерства здравоохранения Украины (с 2007).
Окончила Харьковский государственный медицинский институт, где училась в 1974-80 годах. В 1980-82 гг. - клиническая ординатура. В 1982-85 гг. аспирант, затем ассистент, с 1988 г. доцент, с 2000 г. профессор, с 2001 г. зав. кафедрой медицинской паразитологии и тропических болезней ХМАПО — тогда же восстановленной и единственной подобной кафедры на Украине. Также является деканом медико-профилактического факультета и членом учёного совета ХМАПО, входит в состав её ректората.
Вице-президент по медицинским направлениям общественной организации «Всеукраинская Ассоциация апитерапевтов».
Многолетний член Всеукраїнська асоціація інфекціоністів.
Член редколлегии Харьковского медицинского журнала и редсовета Восточноевропейского журнала внутренней и семейной медицины.
Автор более 200 работ и 15 изобретений.